# El examen de maridos
El examen de maridos es una comedia original de Juan Ruiz de Alarcón, publicada por primera vez en la Parte segvnda de las comedias del licenciado Juan Ruiz de Alarcón y Mendoza, Relator del Consejo de Indias. (Barcelona: Sebastián de Cormellas, 1634).

## Análisis
Su autoría ha sido discutida, aunque la mayoría de los críticos coinciden en declararla original de Alarcón. Destaca doña Inés, uno de sus mejores personajes femeninos, a quien caballeros de diferentes personalidades cortejan. Las agudas observaciones psicológicas de este cuento tienen su origen en una narración italiana, que inspiró El mercader de Venecia, de William Shakespeare, y Les vissionaries, de Jean Desmaretes.
Refleja, mejor que ninguna otra comedia, la proclividad de Alarcón a insertar refranes populares, tanto de América como de España, en sus obras. Gran cantidad de expresiones ingeniosas ayudan al autor a expresar con más claridad su conflicto. Además, puede notarse ya en El examen de maridos un intento de Ruiz de Alarcón por equilibrar las formas estéticas y un eterno compromiso de Alarcón con la verdad y los valores morales. Así, puede concluirse que El examen de maridos representa el cenit de una cultura que se debate entre la verdad absoluta y una elegante retórica.